# NGC 4481
NGC 4481 este o galaxie spirală situată în constelația Dragonul. A fost descoperită în 7 octombrie 1866 de către Heinrich Louis d'Arrest. Se află la o distanță de 38,04 de megaparseci de Pământ.